# Laversines
Ne pas confondre avec la commune de l'Aisne, Laversine
Laversines est une commune française située dans le département de l'Oise, en région Hauts-de-France.

## Géographie

### Localisation
Laversines est un bourg périurbain de la périphérie de Beauvais, situé à vol d'oiseau à 8 km à l'est de cette ville, 24 km au sud-ouest de Breteuil, 17 km à l'ouest de Clermont, 28 km au nord-ouest de Creil, 43 km au nord de Pontoise et 34 km au nord-est de Gisors.
La commune se trouve dans l'aire d'attraction de Beauvais ainsi que dans sa zone d'emploi, et dans le bassin de vie de Bresles.

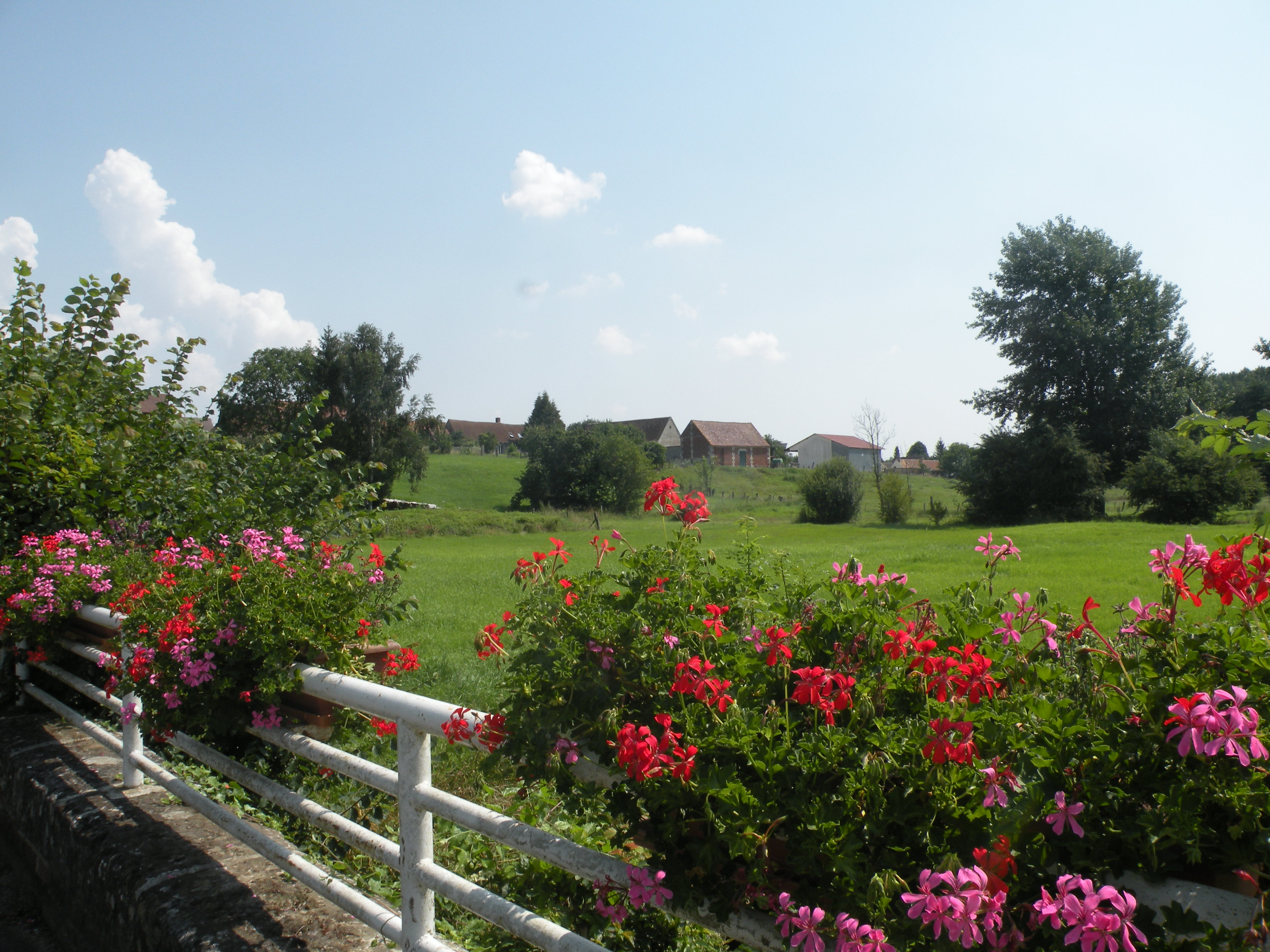
Le bourg dans le lointain.
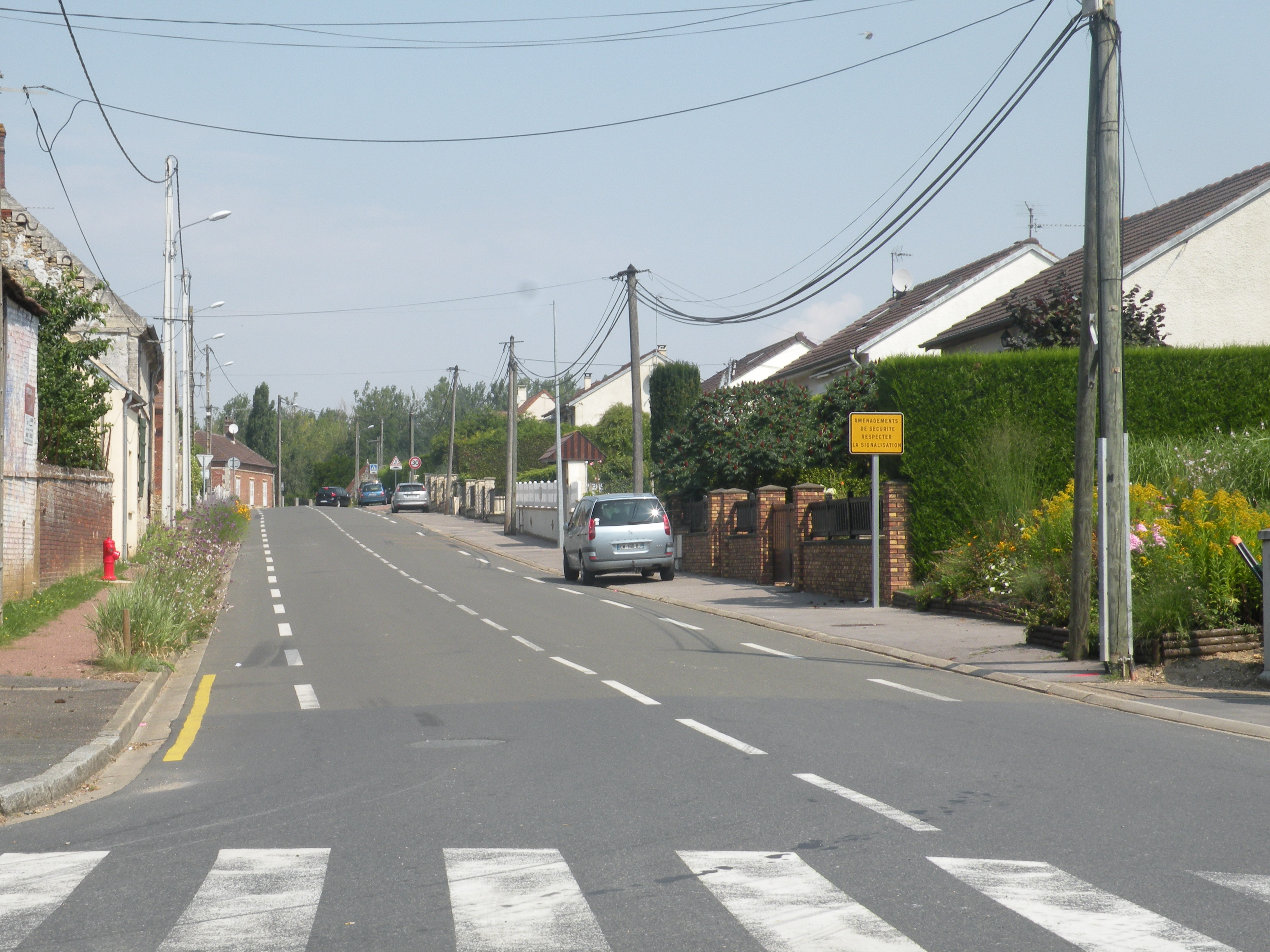
Une rue.
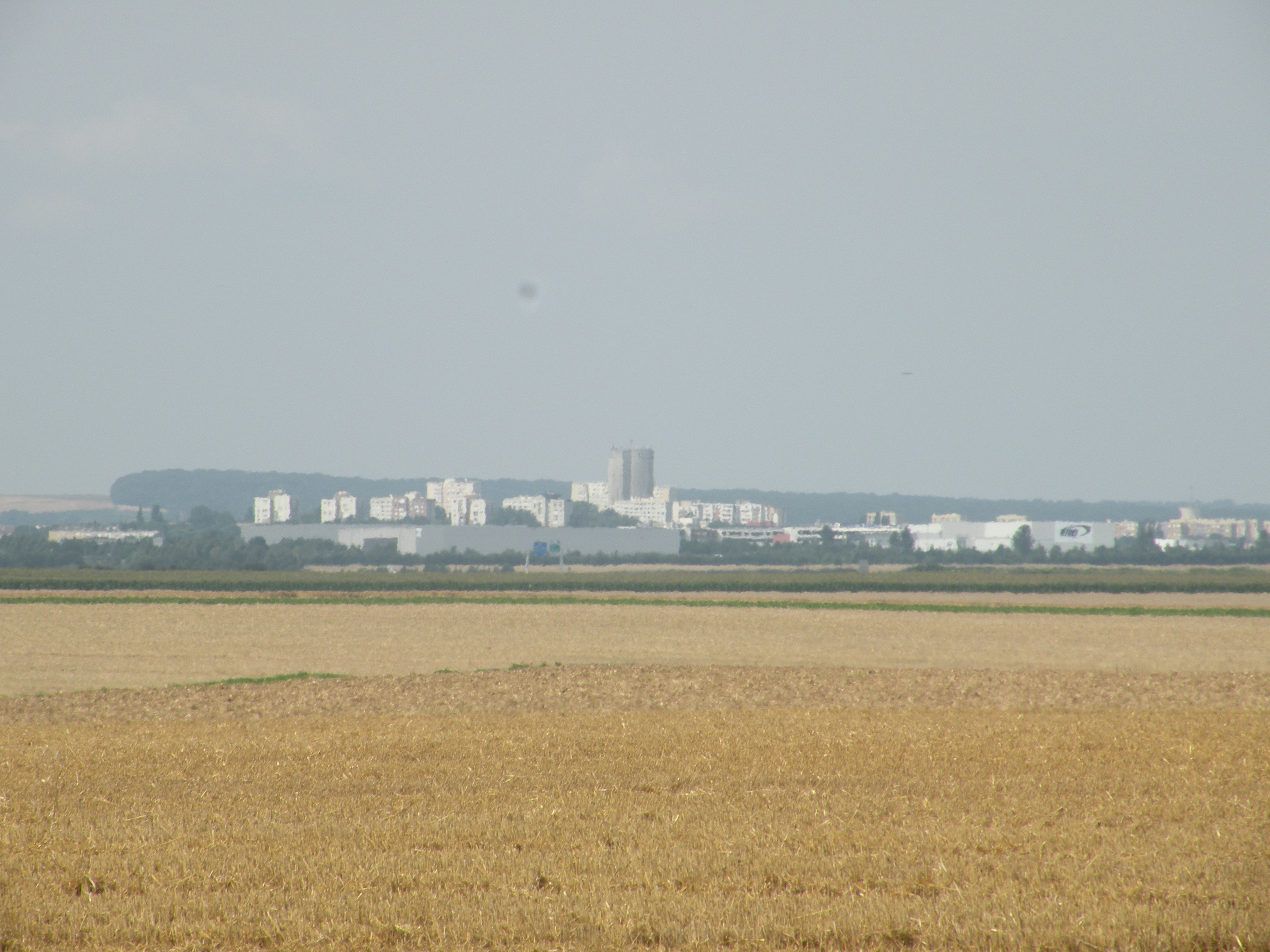
Beauvais vu depuis Laversines.

### Communes limitrophes
Les communes limitrophes sont  Bresles, Fouquerolles, Le Fay-Saint-Quentin, Nivillers, Rochy-Condé et Therdonne.
| Nivillers | Fouquerolles | Le Fay-Saint-Quentin |
|           | Laversines   | Bresles              |
| Therdonne | Rochy-Condé  |                      |

### Géologie et relief
La superficie de la commune est de 13,79 km2 ; son altitude varie de 58  à   107 mètres.
Louis Graves indiquait en 1830 que « le village de Laversines est placé dans le petit ravin où coule le ruisseau de oe nom ; il se prolonge dan la direction des eaux ; une autre partie du village, à droite du ruisseau, forme une grande rue perpendiculaire à la première. Ce gros village ayant été incendié vers l'année 1806, est presque entièrement couvert en tuiles et mieux bâti que ne le sont les communes voisines ».

### Hydrographie

#### Réseau hydrographique

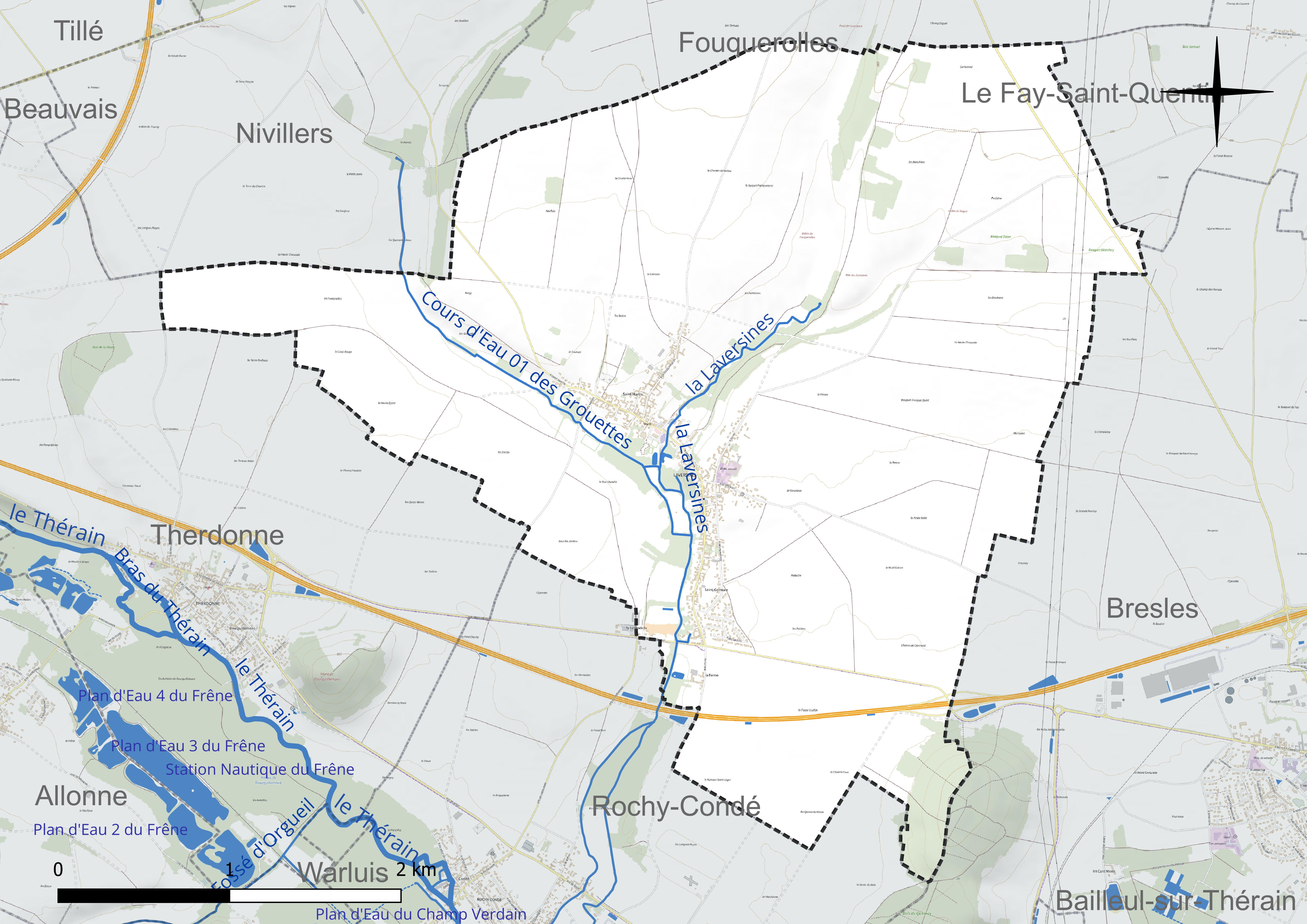
Réseau hydrographique de Laversines.

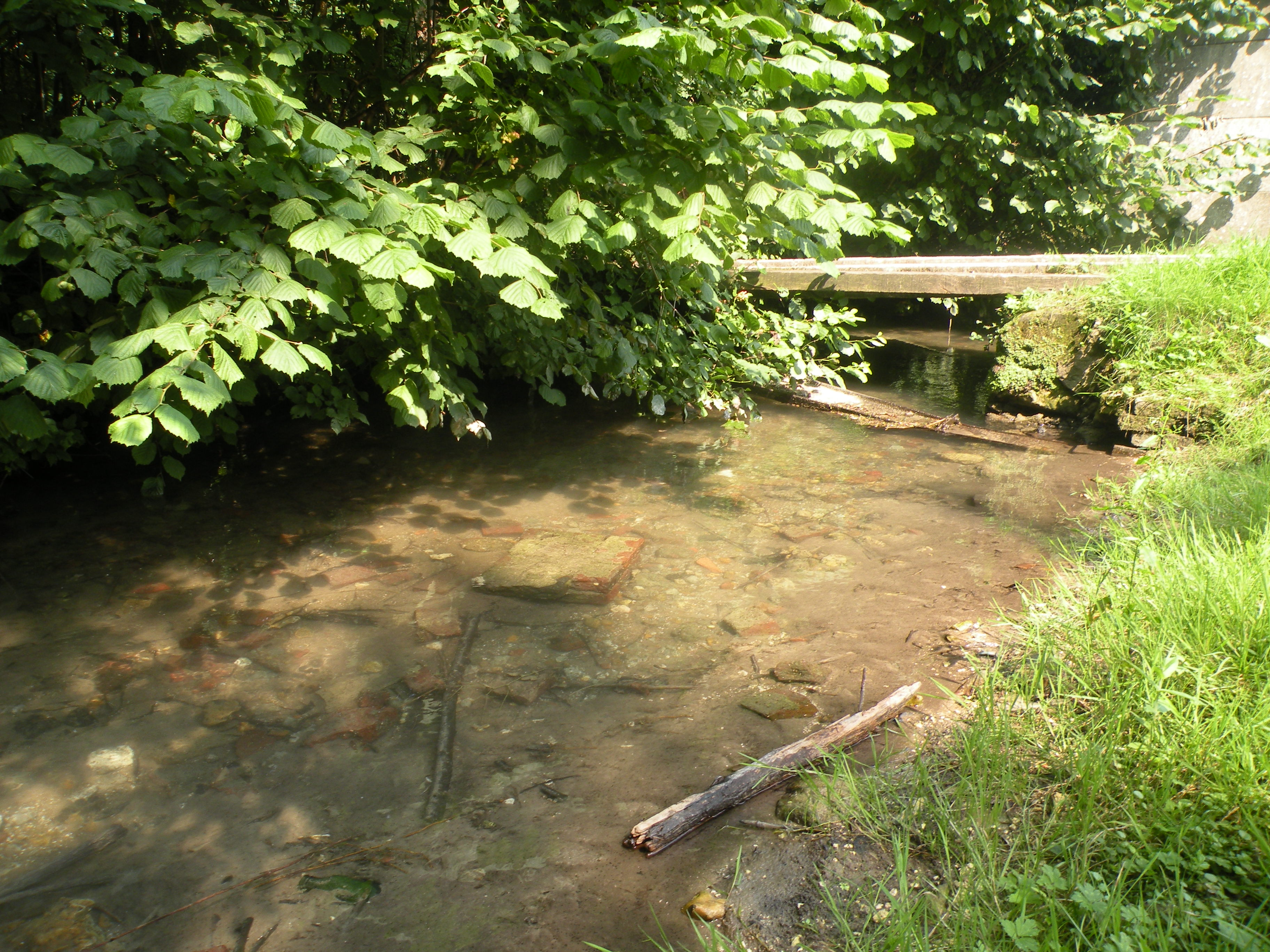
La Laversines.

La commune est située dans le bassin Seine-Normandie.
Elle est drainée par la Laversines et le cours d'eau 01 des Grouettes,,.

#### Gestion et qualité des eaux
Le territoire communal est couvert par le schéma d'aménagement et de gestion des eaux (SAGE) « Sensée ». Ce document de planification concerne un territoire de 1 219 km2 de superficie, délimité par le bassin versant du Thérain. Le périmètre a été arrêté le 27 janvier 2023 et le SAGE proprement dit est, en 2024, en cours d'élaboration. La structure porteuse de l'élaboration et de la mise en œuvre est le syndicat intercommunal de la Vallée du Thérain (SIVT).
La qualité des cours d'eau peut être consultée sur un site dédié géré par les agences de l'eau et l'Agence française pour la biodiversité.

### Climat
Pour des articles plus généraux, voir Climat des Hauts-de-France et Climat de l'Oise.
En 2010, le climat de la commune est de type climat océanique dégradé des plaines du Centre et du Nord, selon une étude du CNRS s'appuyant sur une série de données couvrant la période 1971-2000. En 2020, Météo-France publie une typologie des climats de la France métropolitaine dans laquelle la commune est exposée à un climat océanique et est dans la région climatique Nord-est du bassin Parisien, caractérisée par un ensoleillement médiocre, une pluviométrie moyenne régulièrement répartie au cours de l'année et un hiver froid (3 °C).
Pour la période 1971-2000, la température annuelle moyenne est de 10,7 °C, avec une amplitude thermique annuelle de 14,5 °C. Le cumul annuel moyen de précipitations est de 663 mm, avec 11,2 jours de précipitations en janvier et 7,9 jours en juillet. Pour la période 1991-2020, la température moyenne annuelle observée sur la station météorologique la plus proche, située sur la commune de Tillé à 8 km à vol d'oiseau, est de 11,0 °C et le cumul annuel moyen de précipitations est de 655,5 mm,. Pour l'avenir, les paramètres climatiques de la commune estimés pour 2050 selon différents scénarios d'émission de gaz à effet de serre sont consultables sur un site dédié publié par Météo-France en novembre 2022.

## Urbanisme

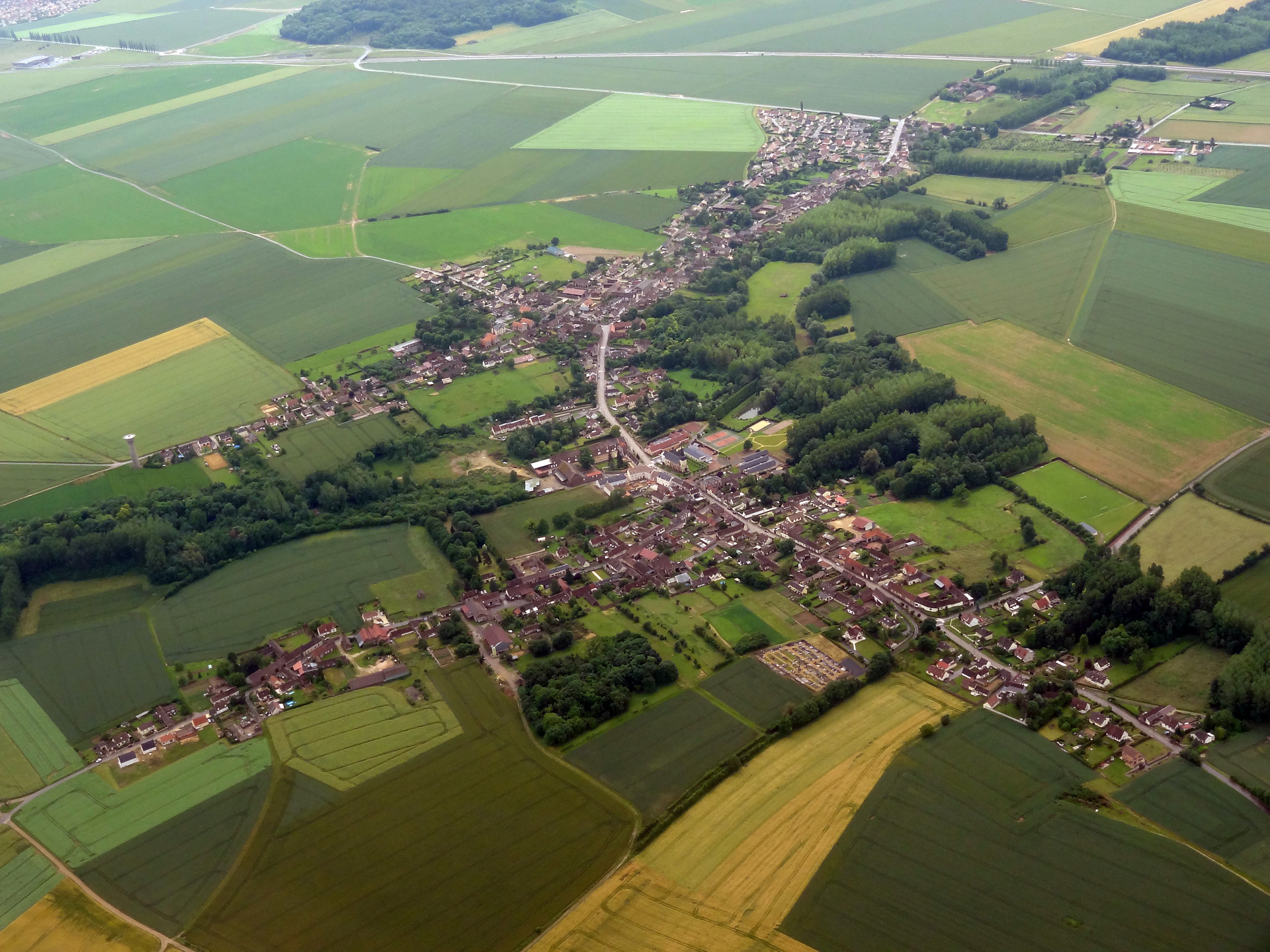
Vue aérienne de Laversines en 2014.

### Typologie
Au 1er janvier 2024, Laversines est catégorisée commune rurale à habitat dispersé, selon la nouvelle grille communale de densité à sept niveaux définie par l'Insee en 2022.
Elle est située hors unité urbaine.
Par ailleurs la commune fait partie de l'aire d'attraction de Beauvais, dont elle est une commune de la couronne,. Cette aire, qui regroupe 162 communes, est catégorisée dans les aires de 50 000 à moins de 200 000 habitants,.

### Occupation des sols

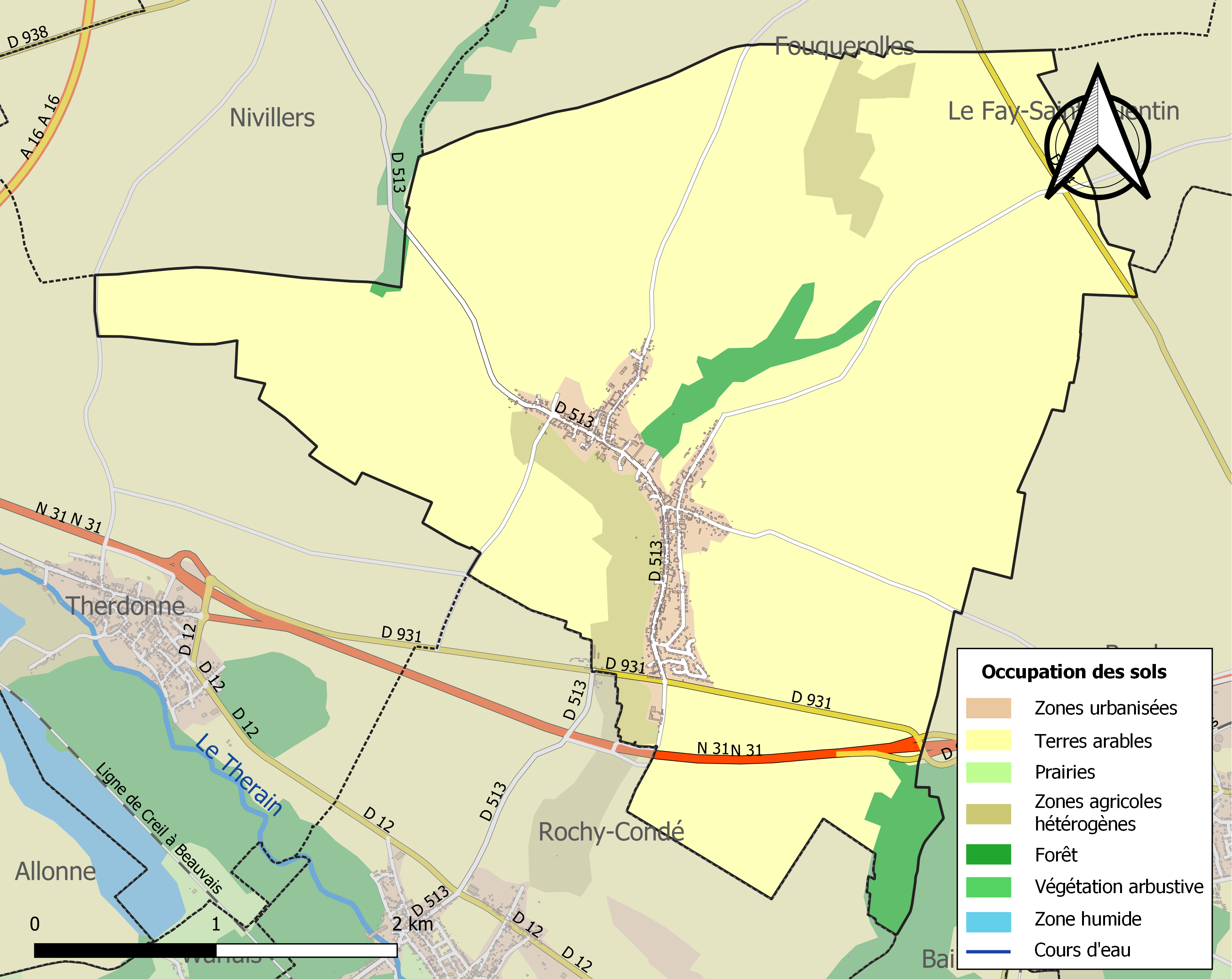
Carte des infrastructures et de l'occupation des sols de la commune en 2018 (CLC).

L'occupation des sols de la commune, telle qu'elle ressort de la base de données européenne d'occupation biophysique des sols Corine Land Cover (CLC), est marquée par l'importance des territoires agricoles (92,1 % en 2018), une proportion sensiblement équivalente à celle de 1990 (92,4 %).
La répartition détaillée en 2018 est la suivante : terres arables (86,6 %), zones agricoles hétérogènes (5,5 %), zones urbanisées (4,3 %), forêts (3,6 %).
L'évolution de l'occupation des sols de la commune et de ses infrastructures peut être observée sur les différentes représentations cartographiques du territoire : la carte de Cassini (XVIIIe siècle), la carte d'état-major (1820-1866) et les cartes ou photos aériennes de l'IGN pour la période actuelle (1950 à aujourd'hui).

### Habitat et logement
En 2021, le nombre total de logements dans la commune était de 520, alors qu'il était de 483 en 2016 et de 460 en 2011.
Parmi ces logements, 91,6 % étaient des résidences principales, 2,7 % des résidences secondaires et 5,7 % des logements vacants. Ces logements étaient pour 86,6 % d'entre eux des maisons individuelles et pour 13,2 % des appartements.
Le tableau ci-dessous présente la typologie des logements à Laversines en 2021 en comparaison avec celle de l'Oise et de la France entière. Une caractéristique marquante du parc de logements est ainsi une proportion de résidences secondaires et logements occasionnels (2,7 %) supérieure à celle du département (2,4 %) mais inférieure à celle de la France entière (9,7 %).
| Typologie                                               | Laversines | Oise | France entière |
| ------------------------------------------------------- | ---------- | ---- | -------------- |
| Résidences principales (en %)                           | 91,6       | 90,5 | 82,2           |
| Résidences secondaires et logements occasionnels (en %) | 2,7        | 2,4  | 9,7            |
| Logements vacants (en %)                                | 5,7        | 7    | 8,1            |

### Voies de communication et transports
Laversines est desservi par la Route nationale 31 (France), une voie rapide, et par le tracé initial de cette route, qui constitue l'actuelle RD 931.
La commune est desservie, en 2023, par la ligne 521, une ligne scolaire et le service de transport à la demande Corolis à la demande - Zone Est du réseau Corolis et par les lignes 606 et 623 du réseau interurbain de l'Oise.

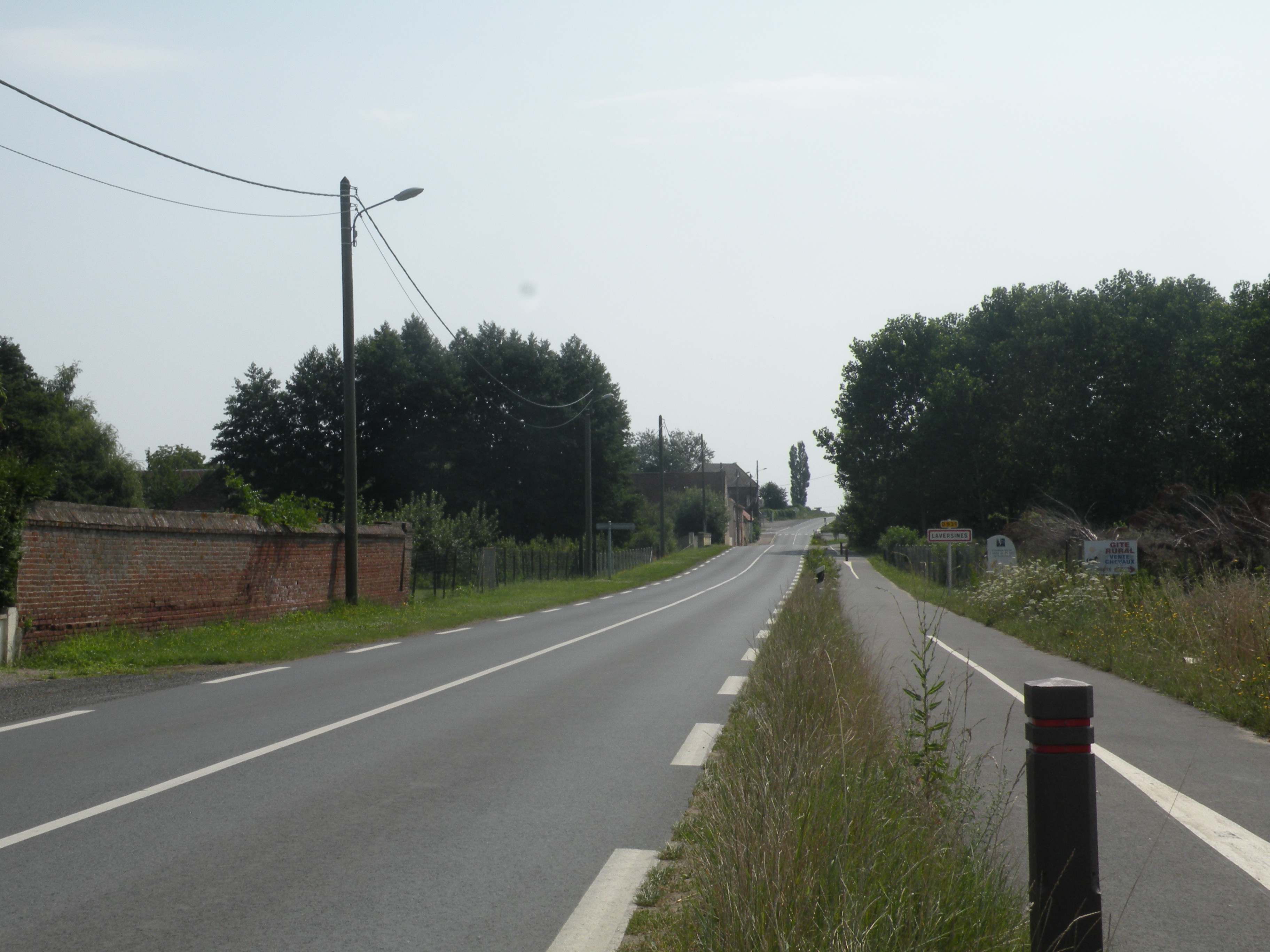
L'entrée de la commune par l'ancienne route nationale.
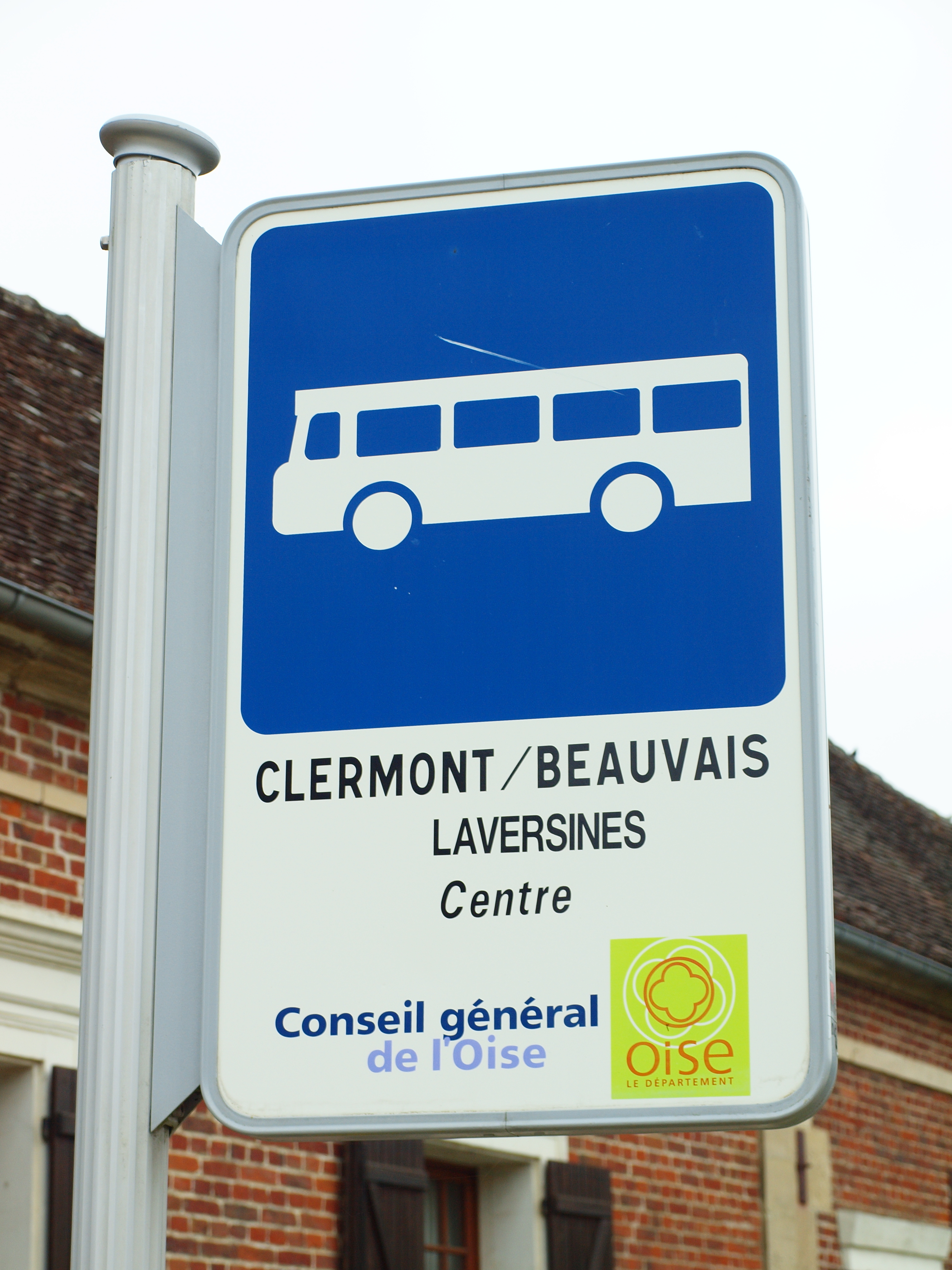
L'arrêt d'autocar.
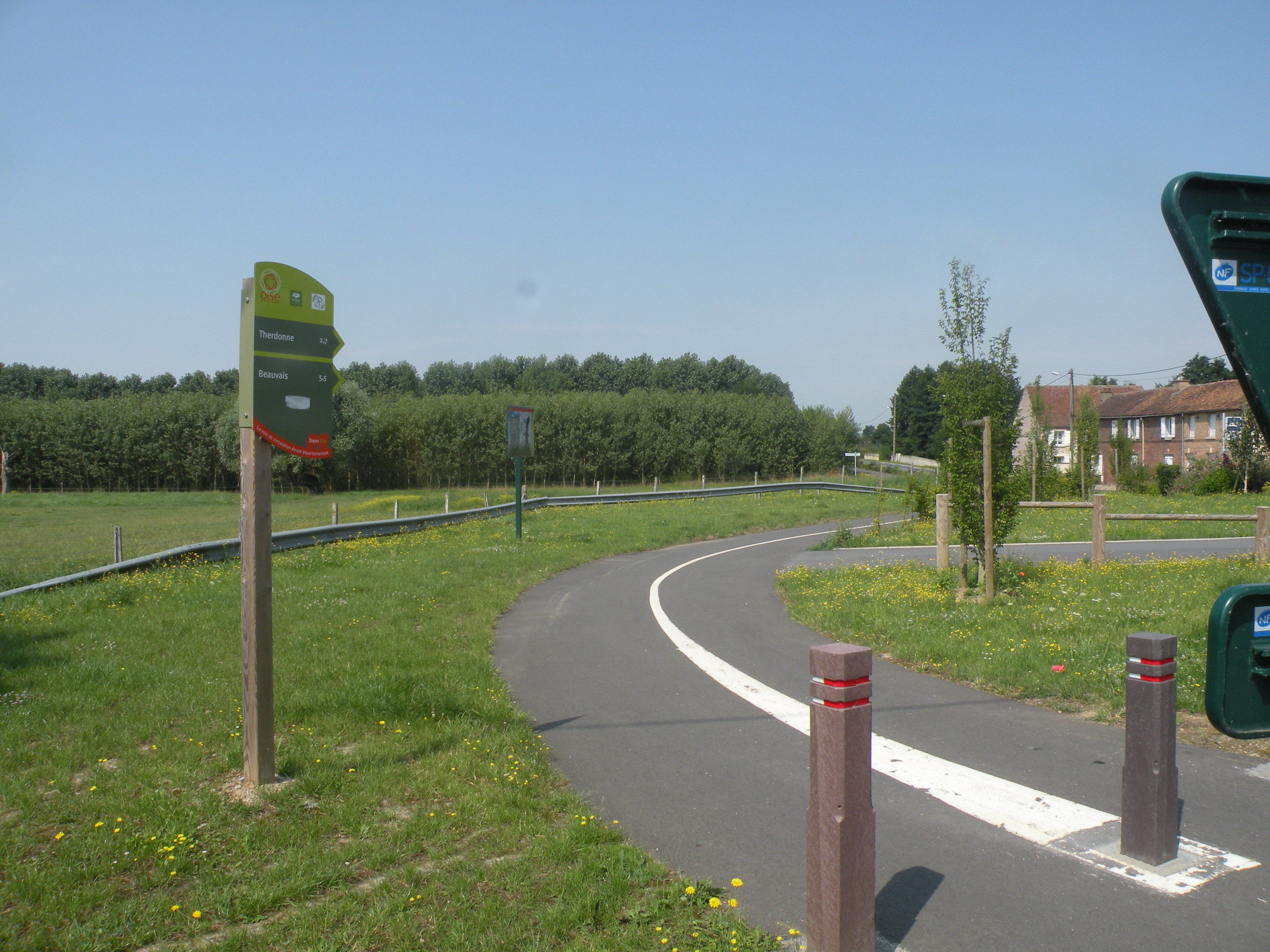
Voie de circulation douce départementale vers Therdonne et Beauvais.

## Toponymie

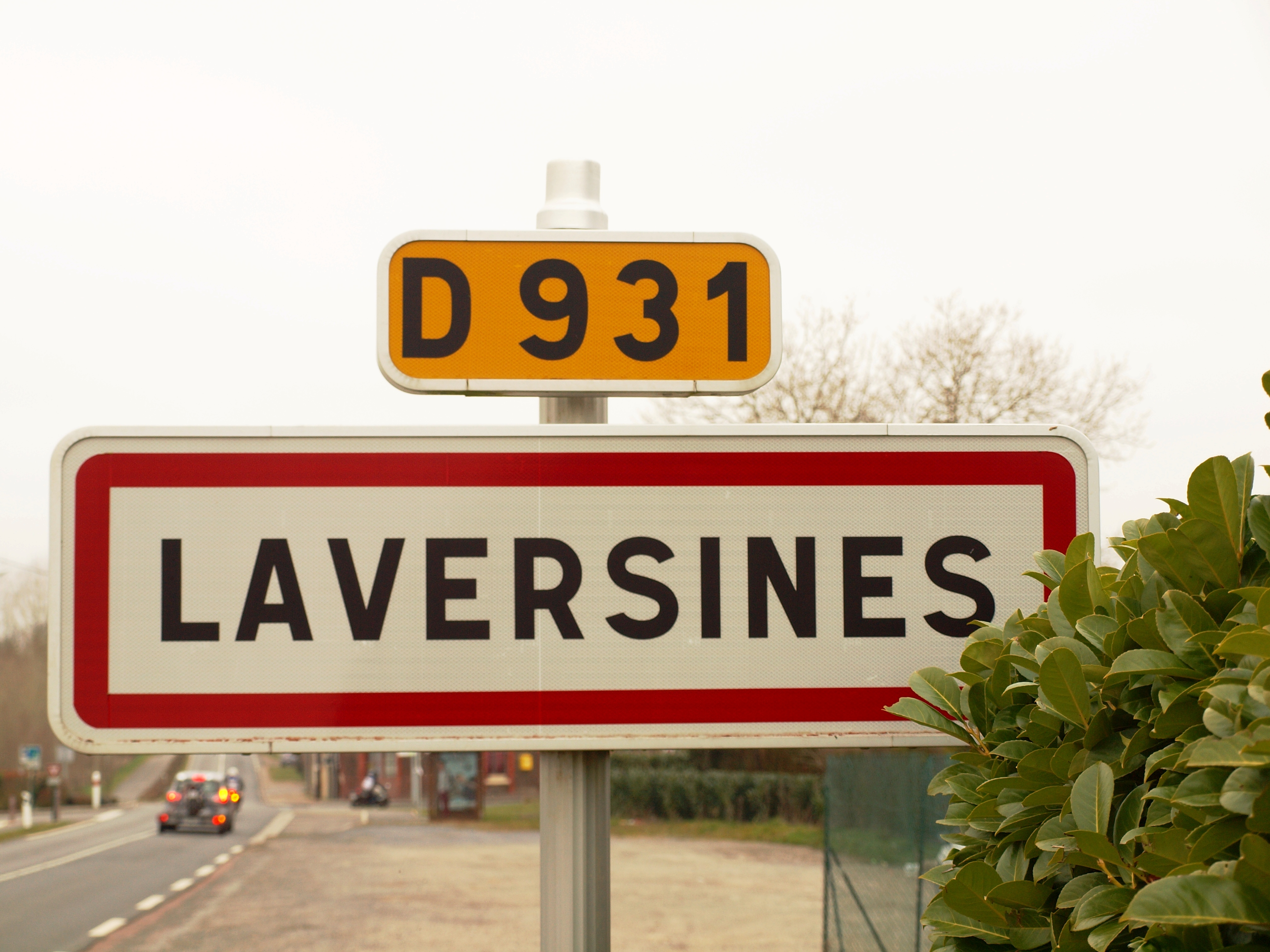

Le nom de la localité est attesté sous les formes Nevelonis de laverciniis en 1166 ; Laverchinez vers 1210 ; in villa de Lavercines en 1263 ; aubery de lavrecines en 1376 ; lavresines vers 1380 ; Lavrechinez en 1385 ; Lavrechines en 1385 ; Laverchines au XIVe siècle ; la Vercine en 1426 ; Lavercine en 1465 ; Laversine pres Creil en 1497 ; « la versine autrement dicte la Roche de Suze » en 1510 ; Lavercyne sur Oise en 1517 ; la Versine en 1667 ; Laversines en 1840 ; Laversine en 1948 ; Laversine Chau en 1961.

## Histoire

### Moyen Âge
Le village constituait autrefois deux paroisses : 
- Saint-Germain, qui comprenait la partie méridionale du village, donnée en 1037 à l'abbaye de Saint-Symphorien près de Beauvais par l'évêque Druon, fondateur de cette abbaye ;
- Saint-Martin, située dans le vallon situé au nord du village et dont le patronnage appartenait à l'évêque de Beauvais.

Anciennement les évêques de Beauvais avaient à Laversines un château-fort avec murs et fossés, dont seules des ruines subsistaient au XVe siècle.

### Époque contemporaine
Le village subit un incendie vers 1806 qui le détruit largement.
En 1830, la commune, instituée par la Révolution française, est propriétaire d'une école et de quelques parcelles de marais. On y trouvait amors  des carrières et un moulin à eau.
A la fin de la Seconde Guerre mondiale, lors des combats de la Libération de la France, dans la nuit du 4 au 5 juillet 1944, un avion britannique Avro Lancaster de retour d'une mission de bombardement destinée à détruire les grottes de Saint-Leu-d'Esserent, utilisées comme centre d’assemblage et de stockage des missiles V1 nazis est abattu à Laversines par l'aviation allemande. Six des huit membres de l'équipage sont tués : le pilote Young, les « flight officers » Wareham et Braathen, et les sergents Jackson, Rennie et Houseman. Les sergents Robinson et Wainwright survivent et sont cachés par la Résistance. Une stèle inaugurée en 2024 rappelle ce drame,.

## Politique et administration

### Rattachements administratifs et électoraux

#### Rattachements administratifs
La commune se trouve dans l'arrondissement de Beauvais du département de l'Oise.
Elle faisait partie depuis 1802 du canton de Nivillers. Dans le cadre du redécoupage cantonal de 2014 en France, cette circonscription administrative territoriale a disparu, et le canton n'est plus qu'une circonscription électorale.

#### Rattachements électoraux
Pour les élections départementales, la commune fait partie depuis 2014 du canton de Mouy.
Pour l'élection des députés, elle fait partie de la première circonscription de l'Oise.

### Intercommunalité
La commune était membre de la communauté de communes rurales du Beauvaisis créée le 31 janvier 1997.
Dans le cadre des dispositions de la loi portant nouvelle organisation territoriale de la République (Loi NOTRe) du 7 août 2015, qui prévoit que les établissements publics de coopération intercommunale (EPCI) à fiscalité propre doivent avoir un minimum de 15 000 habitants, le préfet de l'Oise a publié en octobre 2015 un projet de nouveau schéma départemental de coopération intercommunale qui a prévu la fusion de la petite communauté de communes rurales du Beauvaisis avec la communauté d'agglomération du Beauvaisis (CAB).
Cette fusion est intervenue le 1er janvier 2017, et la commune est désormais membre de la CAB,.

### Liste des maires
| Période                                  | Période                    | Identité               | Étiquette | Qualité                                    |
| ---------------------------------------- | -------------------------- | ---------------------- | --------- | ------------------------------------------ |
| Les données manquantes sont à compléter. |                            |                        |           |                                            |
|                                          |                            |                        |           |                                            |
| avant 1988                               |                            | Claude Monti           |           |                                            |
|                                          |                            |                        |           |                                            |
| mars 2001                                | 2008                       | Alain Viard            |           |                                            |
| mars 2008                                | mai 2020                   | Frédéric Gamblin       | SE        | Agent territorial du département de l'Oise |
| mai 2020,                                | En cours (au 14 juin 2024) | Marie-Manuelle Jacques |           | Cadre commerciale                          |

### Instances de démocratie participative
Un conseil municipal des jeunes fonctionne à Laversines. Il est à l'initiative du festival « Aux graines citoyens ! »  qui s'est tenu au printemps 2024 dans le cadre de la quinzaine nationale du compostage de proximité « Tous au compost ».

## Équipements et services publics

### Eau et déchets
Laversines partage avec Rochy-Condé une station d'épuration des eaux usées.

### Enseignement
La commune dispose d'un complexe scolaire inauguré en 2014 et doté de trois classes de primaires et deux classes de maternelles, comprenant une cantine et d'un accueil périscolaire,.

### Santé et solidarité
L'institut thérapeutique, éducatif et pédagogique (Itep) les Guérêts géré par l'l’ADSEAO accueille 30 jeunes internes dans une maison de maître disposant d'un parc de 2,5 hectares et rénovée en 2011,.
La municipalité a créé en 2015 un pôle de santé implanté dans l'ancienne école, qui compte en 2017 deux cabinets d'ostéopathes, un service de soins à domicile, un cabinet infirmier, un de médecine générale, un de pédicure-podologue et un de sophrologie-réflexologie.

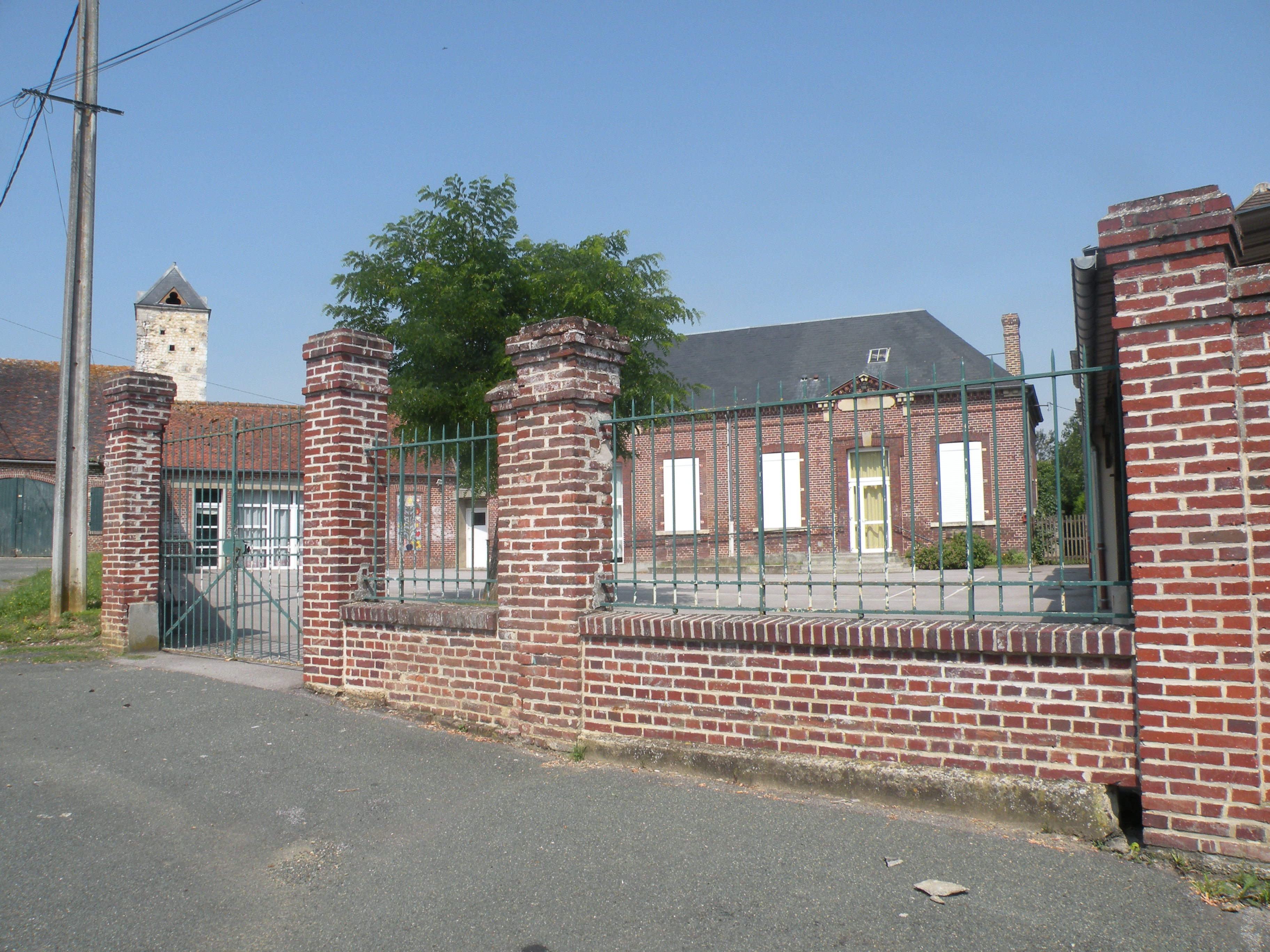
L'ancienne école en 2014.
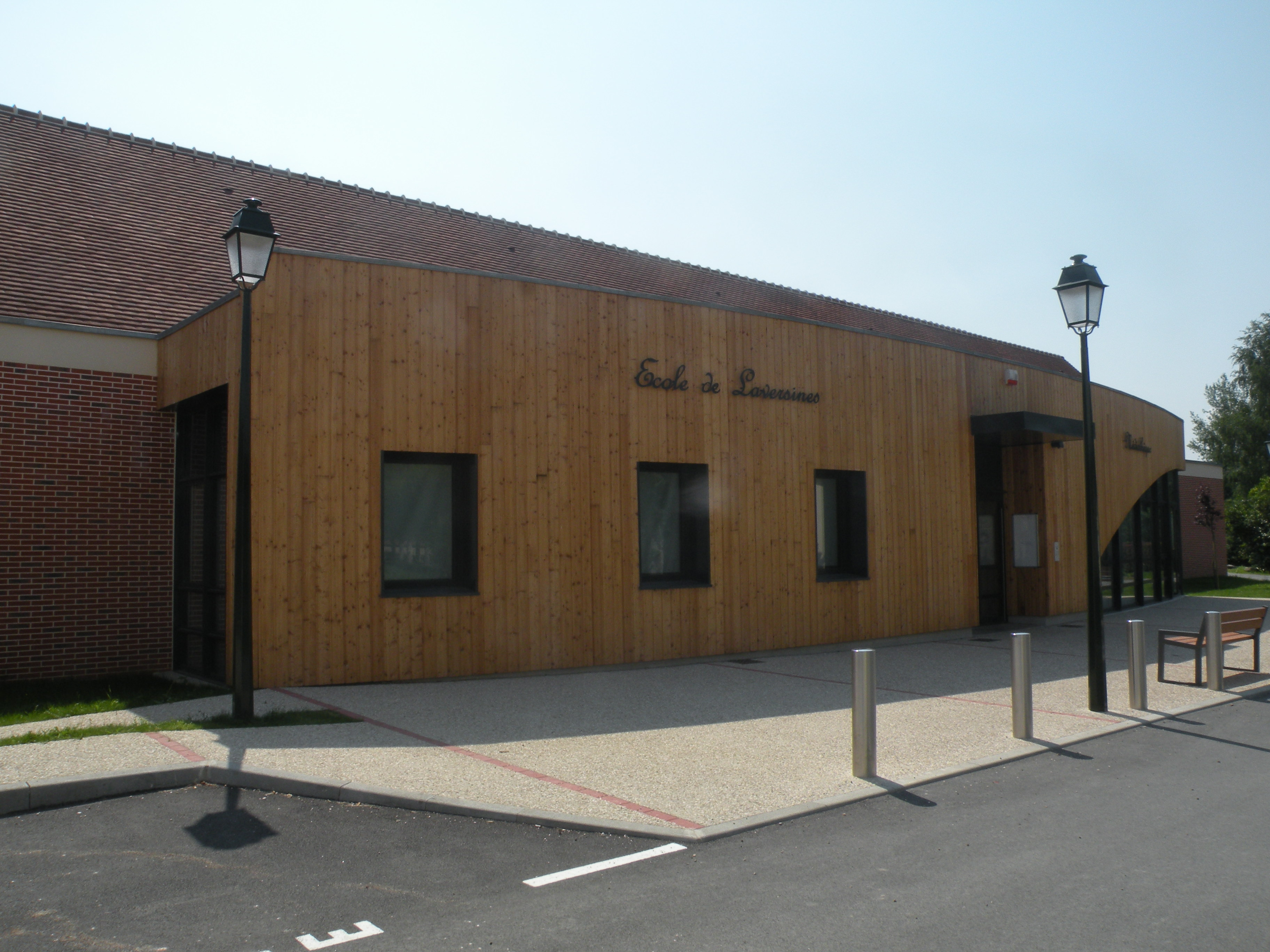
Le nouveau complexe scolaire.
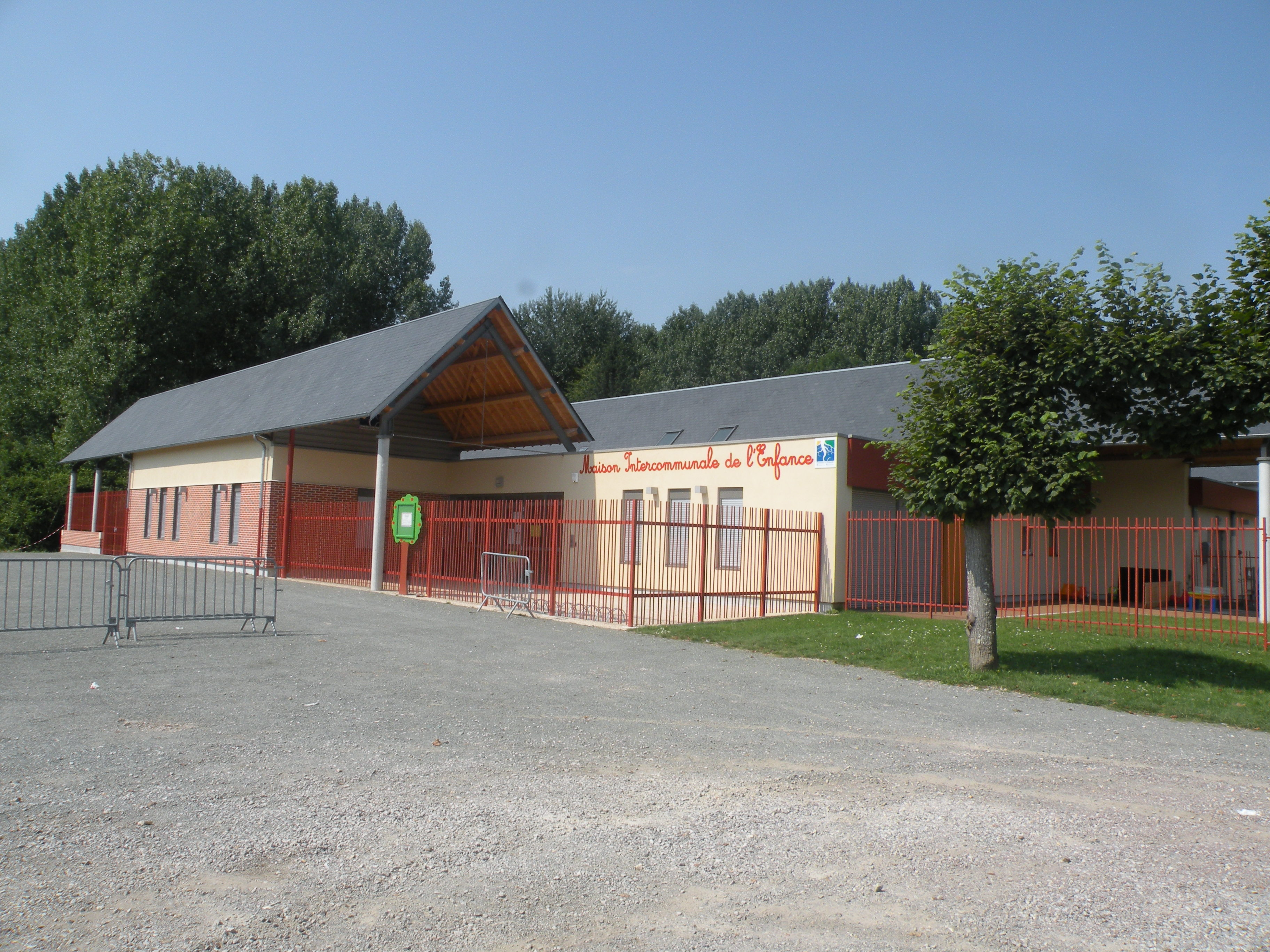
La maison intercommunale de l'enfance.
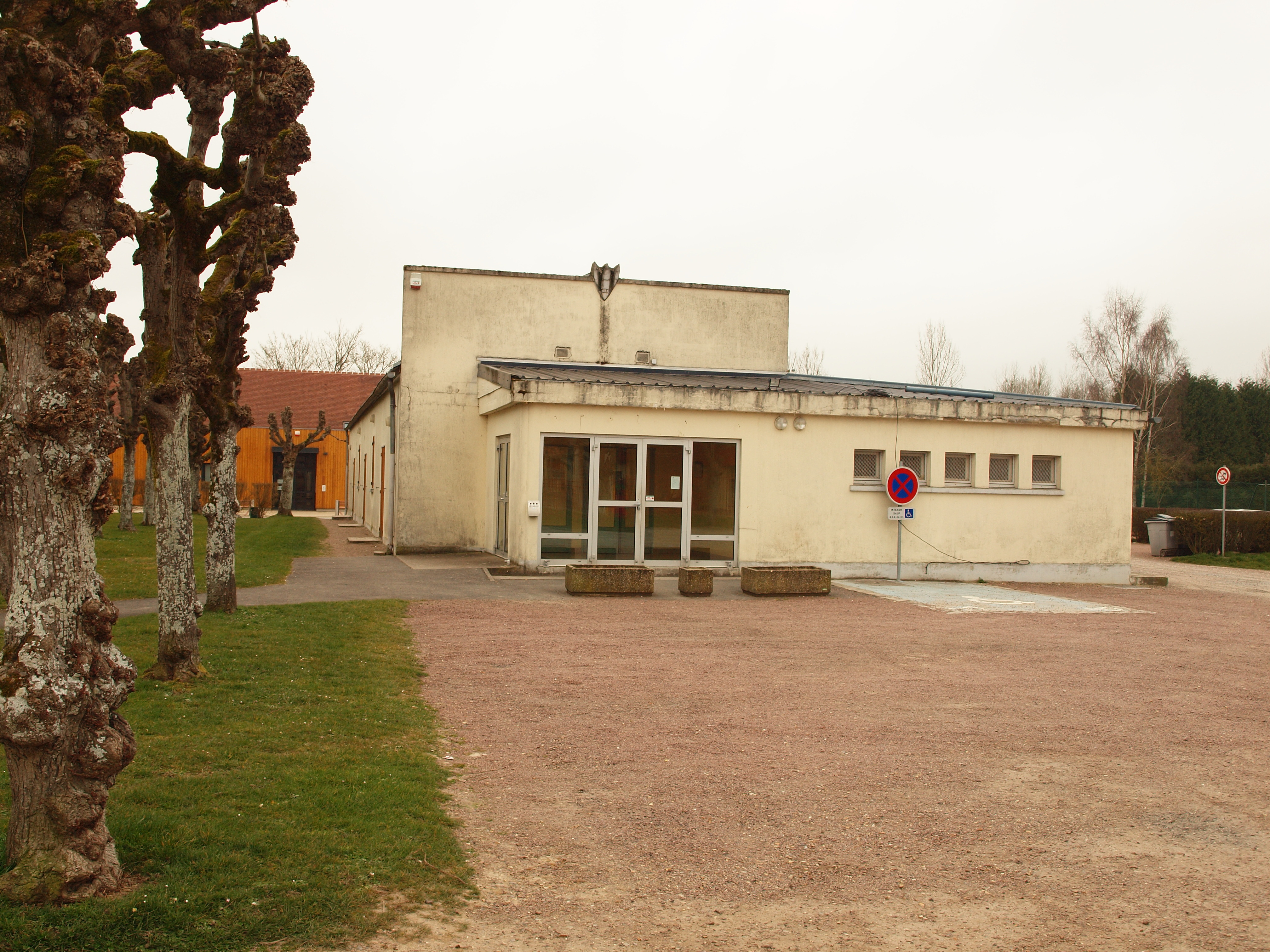
La salle communale.
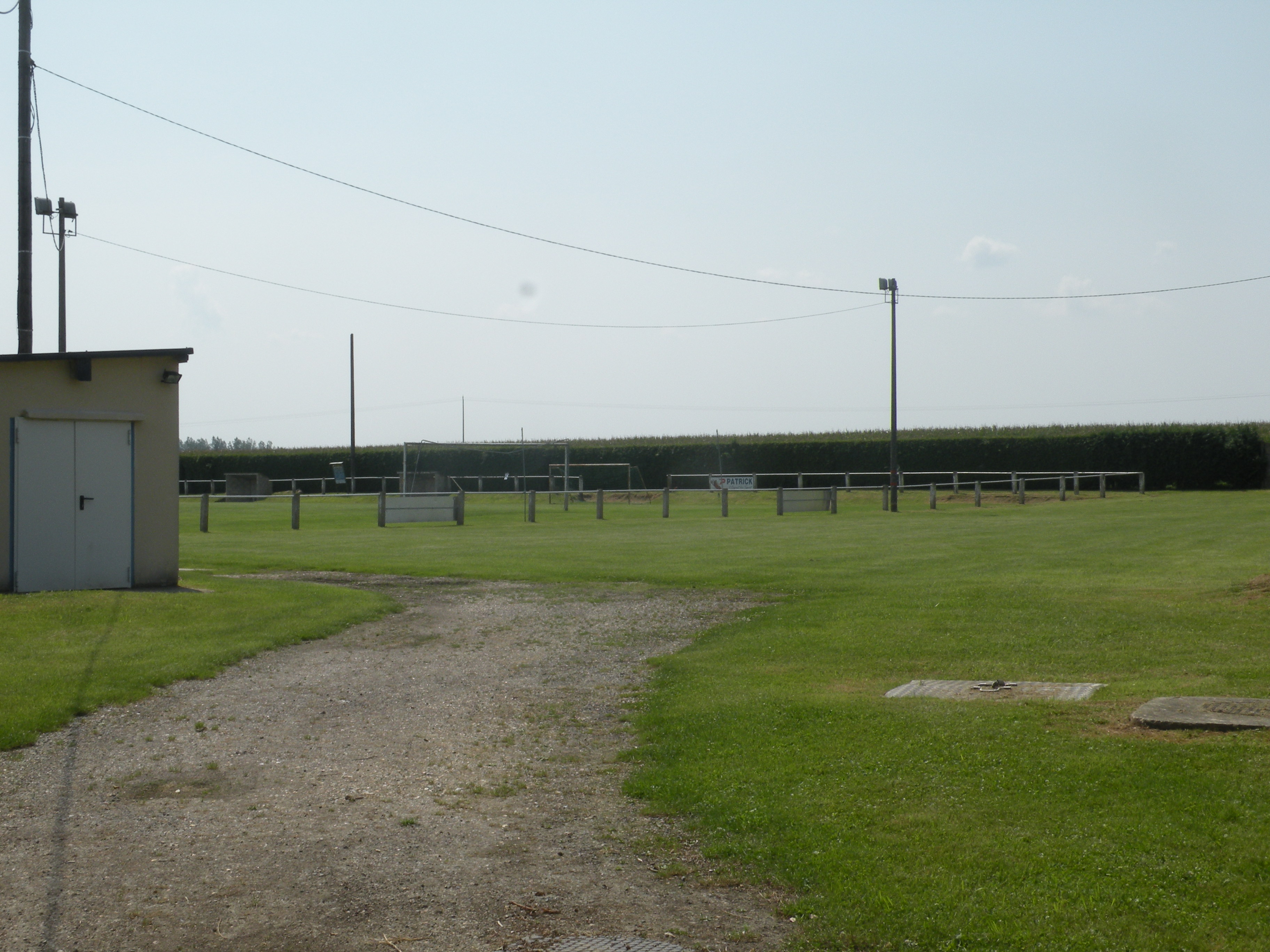
Le stade.

## Population et société

### Démographie
Les habitants sont les Laversinois et les Laversinoises.

#### Évolution démographique
L'évolution du nombre d'habitants est connue à travers les recensements de la population effectués dans la commune depuis 1793. Pour les communes de moins de 10 000 habitants, une enquête de recensement portant sur toute la population est réalisée tous les cinq ans, les populations de référence des années intermédiaires étant quant à elles estimées par interpolation ou extrapolation. Pour la commune, le premier recensement exhaustif entrant dans le cadre du nouveau dispositif a été réalisé en 2007.

En 2022, la commune comptait 1 133 habitants, en évolution de −1,56 % par rapport à 2016 (Oise : +0,87 %, France hors Mayotte : +2,11 %).
| 1793 | 1800 | 1806 | 1821 | 1831 | 1836 | 1841 | 1846 | 1851 |
| ---- | ---- | ---- | ---- | ---- | ---- | ---- | ---- | ---- |
| 724  | 739  | 818  | 781  | 816  | 831  | 800  | 764  | 740  |

| 1856 | 1861 | 1866 | 1872 | 1876 | 1881 | 1886 | 1891 | 1896 |
| ---- | ---- | ---- | ---- | ---- | ---- | ---- | ---- | ---- |
| 709  | 666  | 652  | 650  | 631  | 620  | 588  | 573  | 550  |

| 1901 | 1906 | 1911 | 1921 | 1926 | 1931 | 1936 | 1946 | 1954 |
| ---- | ---- | ---- | ---- | ---- | ---- | ---- | ---- | ---- |
| 597  | 607  | 601  | 525  | 528  | 465  | 478  | 494  | 640  |

| 1962 | 1968 | 1975 | 1982 | 1990 | 1999 | 2006  | 2007  | 2012  |
| ---- | ---- | ---- | ---- | ---- | ---- | ----- | ----- | ----- |
| 594  | 651  | 692  | 779  | 876  | 887  | 1 088 | 1 115 | 1 110 |

| 2017  | 2022  | - | - | - | - | - | - | - |
| ----- | ----- | - | - | - | - | - | - | - |
| 1 168 | 1 133 | - | - | - | - | - | - | - |

#### Pyramide des âges
La population de la commune est relativement jeune.
En 2018, le taux de personnes d'un âge inférieur à 30 ans s'élève à 38,7 %, soit au-dessus de la moyenne départementale (37,3 %). À l'inverse, le taux de personnes d'âge supérieur à 60 ans est de 20,6 % la même année, alors qu'il est de 22,8 % au niveau départemental.
En 2018, la commune comptait 580 hommes pour 595 femmes, soit un taux de 50,64 % de femmes, légèrement inférieur au taux départemental (51,11 %).
Les pyramides des âges de la commune et du département s'établissent comme suit.
| Hommes | Classe d’âge | Femmes |
| ------ | ------------ | ------ |
| 0,0    | 90 ou +      | 0,3    |
| 4,9    | 75-89 ans    | 7,1    |
| 14,6   | 60-74 ans    | 14,1   |
| 20,2   | 45-59 ans    | 18,9   |
| 19,9   | 30-44 ans    | 22,7   |
| 18,9   | 15-29 ans    | 17,7   |
| 21,6   | 0-14 ans     | 19,2   |

| Hommes | Classe d’âge | Femmes |
| ------ | ------------ | ------ |
| 0,5    | 90 ou +      | 1,4    |
| 5,5    | 75-89 ans    | 7,6    |
| 15,6   | 60-74 ans    | 16,3   |
| 20,8   | 45-59 ans    | 20     |
| 19,4   | 30-44 ans    | 19,4   |
| 17,6   | 15-29 ans    | 16,2   |
| 20,6   | 0-14 ans     | 19,1   |

### Manifestations culturelles et festivités
Le comité des fêtes organise chaque année sa brocante. La 19e édition a eu lieu le 1er janvier 2016.

## Économie
Après la fermeture en 2005 de son dernier commerce de proximité, la commune  a vu en 2017 l'ouverture d'un bar-tabac-agence postale, qui se rajoutera à la une boulangerie-pâtisserie et à la boutique d'esthétique-coiffure,,.

## Culture locale et patrimoine

### Lieux et monuments
- L'église Saint-Martin, consacrée en 1522[2], qui fait l'objet depuis 2009 de plusieurs chantiers de restauration[41].

- L'église Saint-Germain, dotée d'une nef moderne et d'un clocher reconstruit en 1644[2].
- Stèle commémorative du crash de juillet 1944[19].

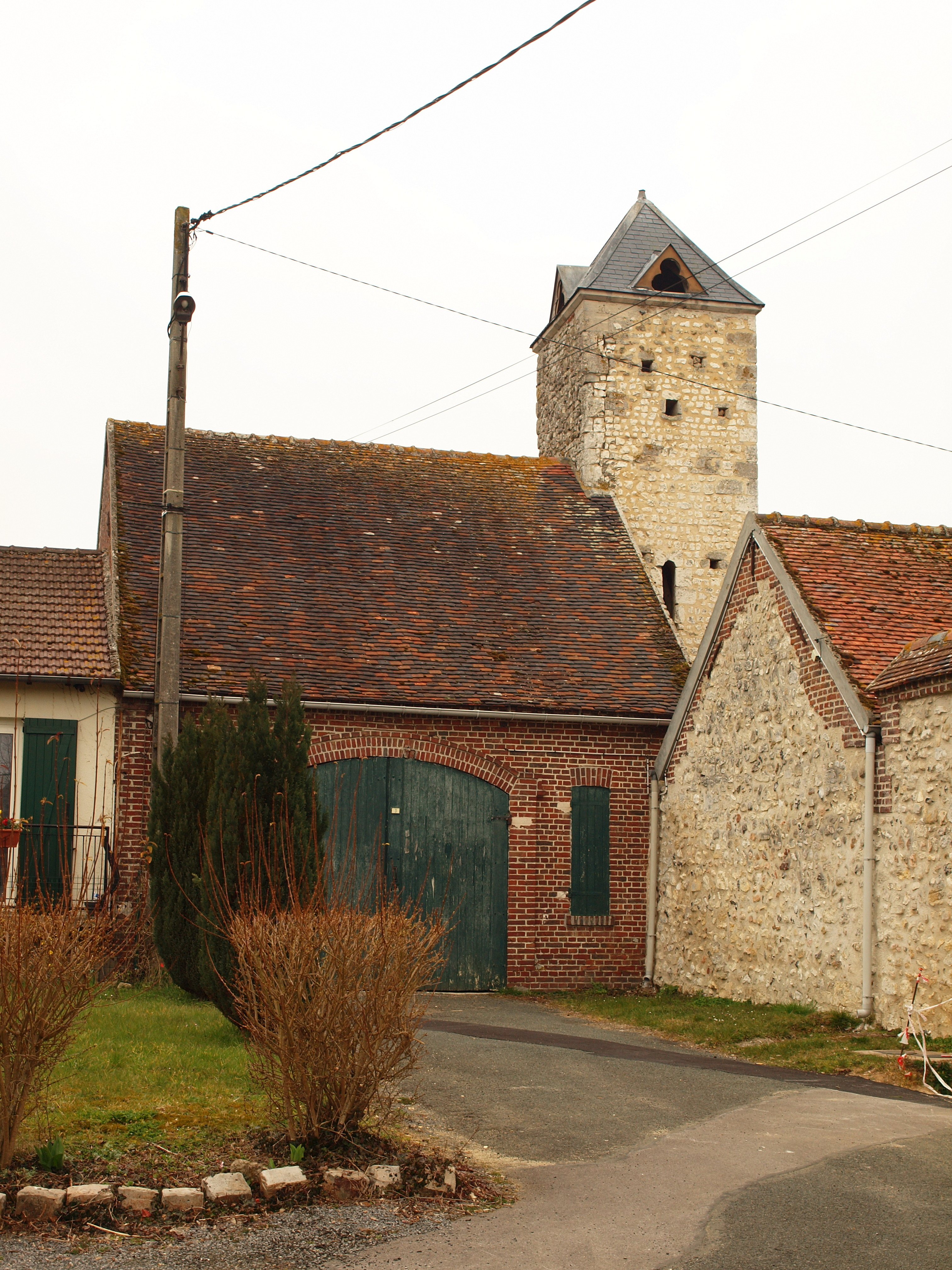
L'ancienne remise à incendie et le clocher de l'église Saint-Germain
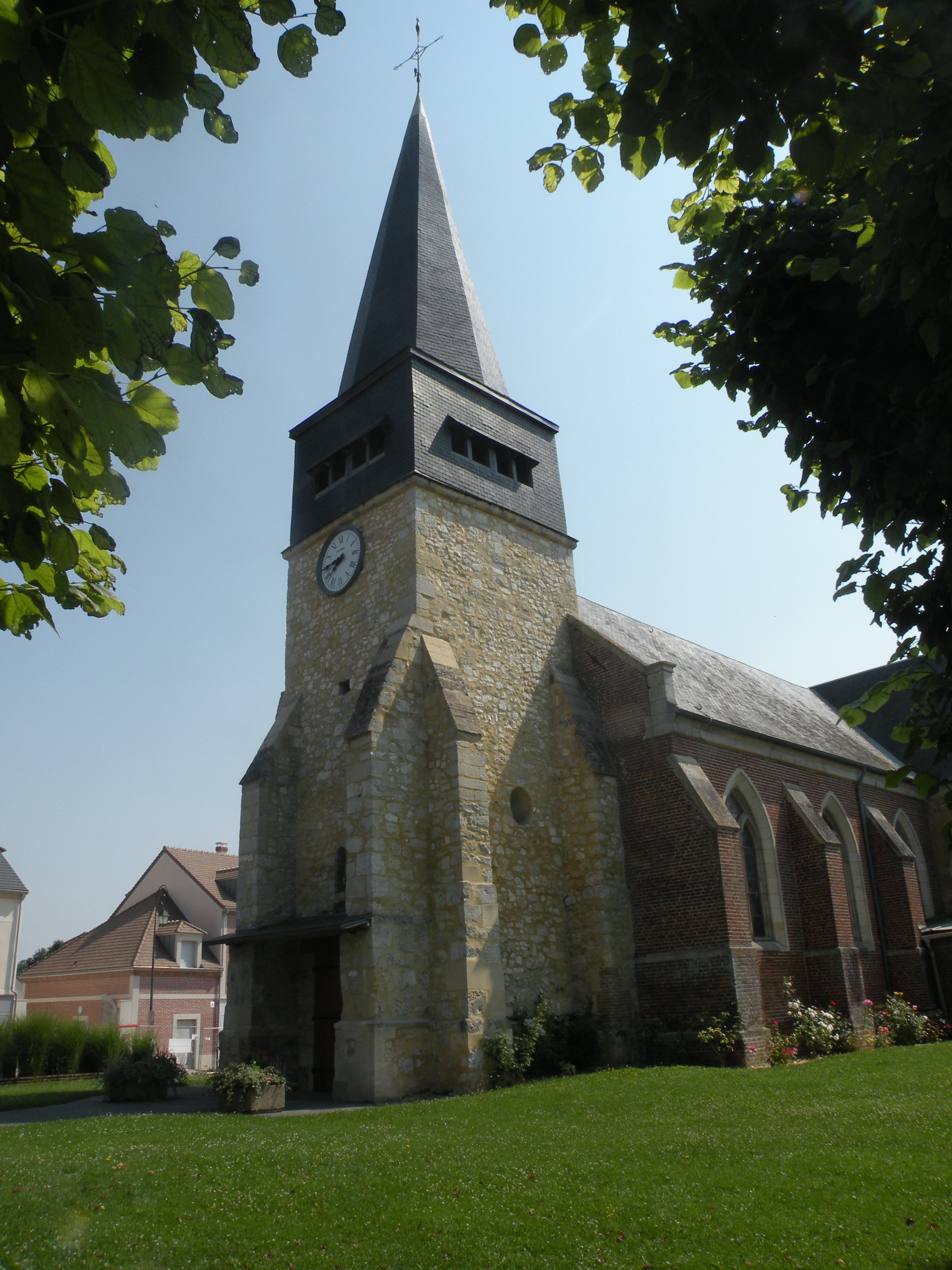
L'église Saint-Martin.
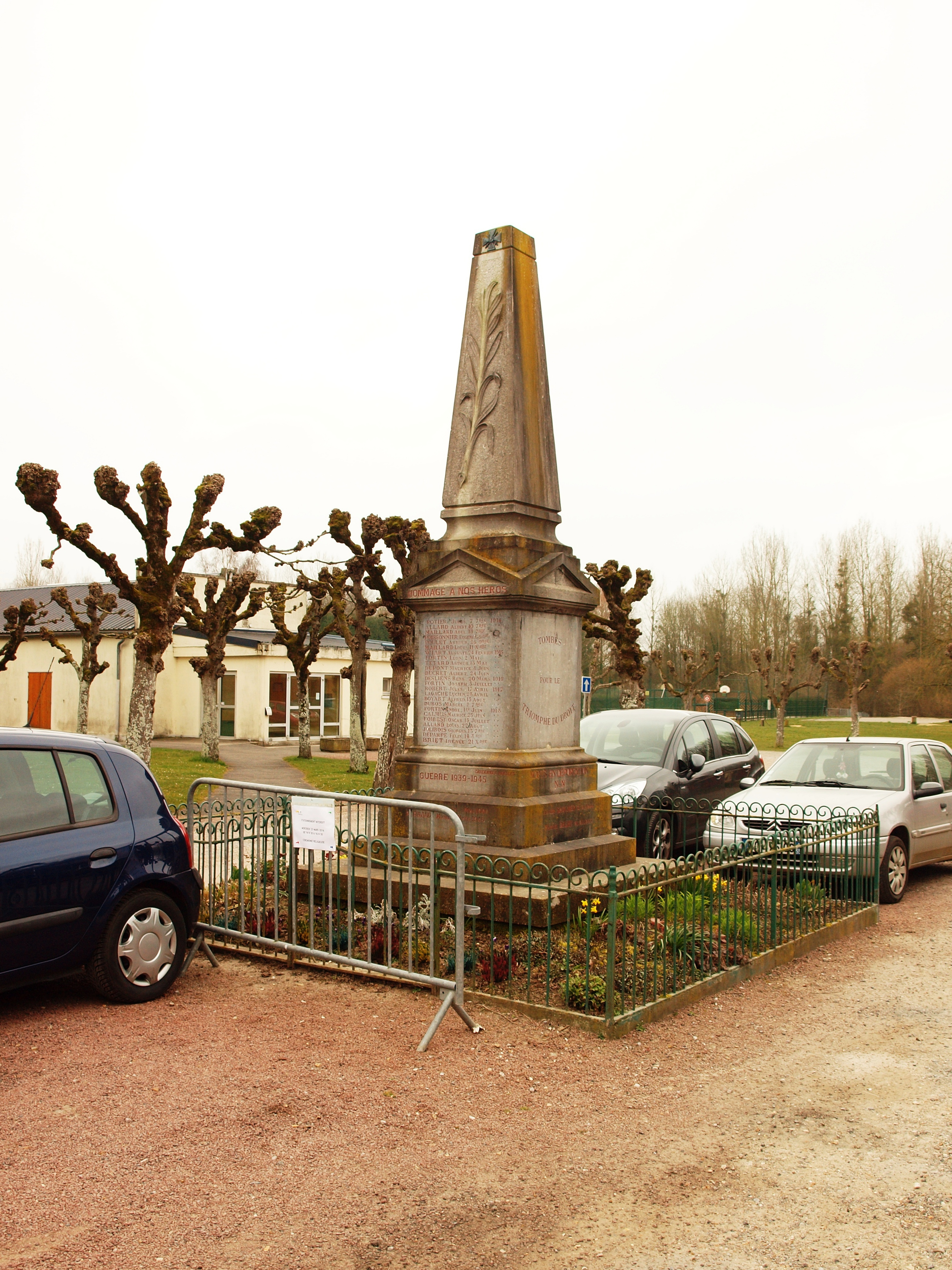
Le monument aux morts.
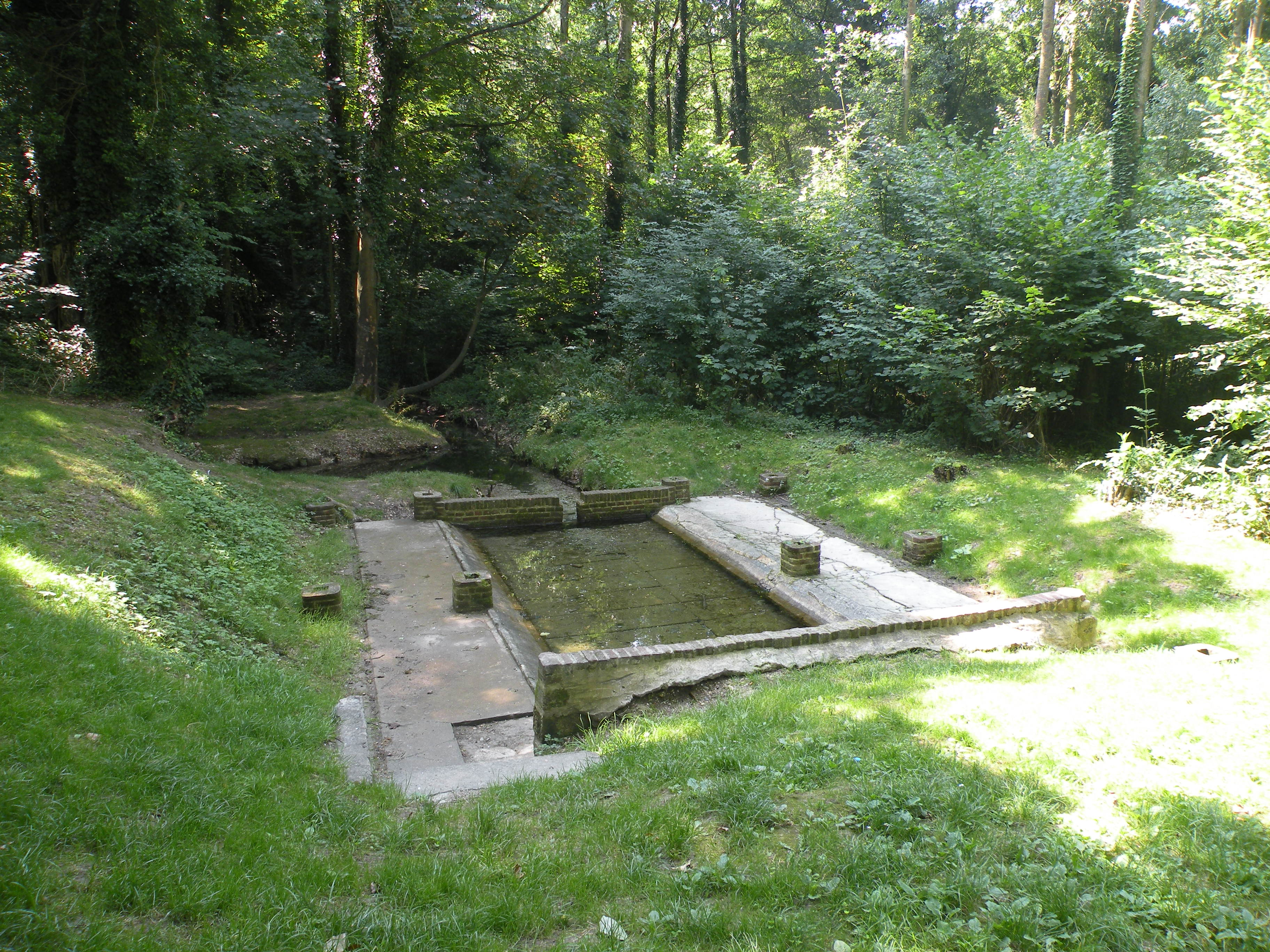
Le lavoir, impasse du lavoir.
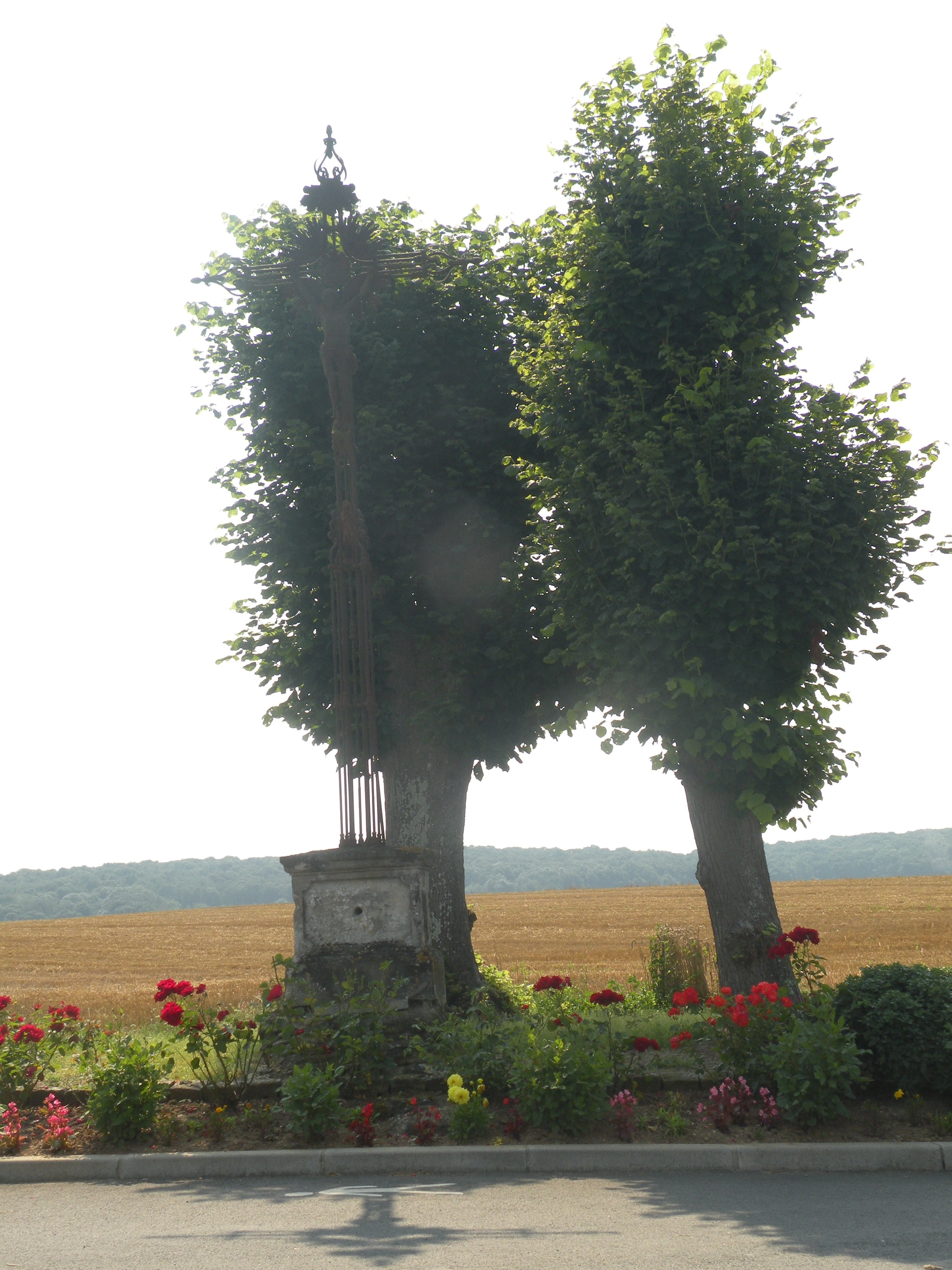
Calvaire de la rue du Clos.
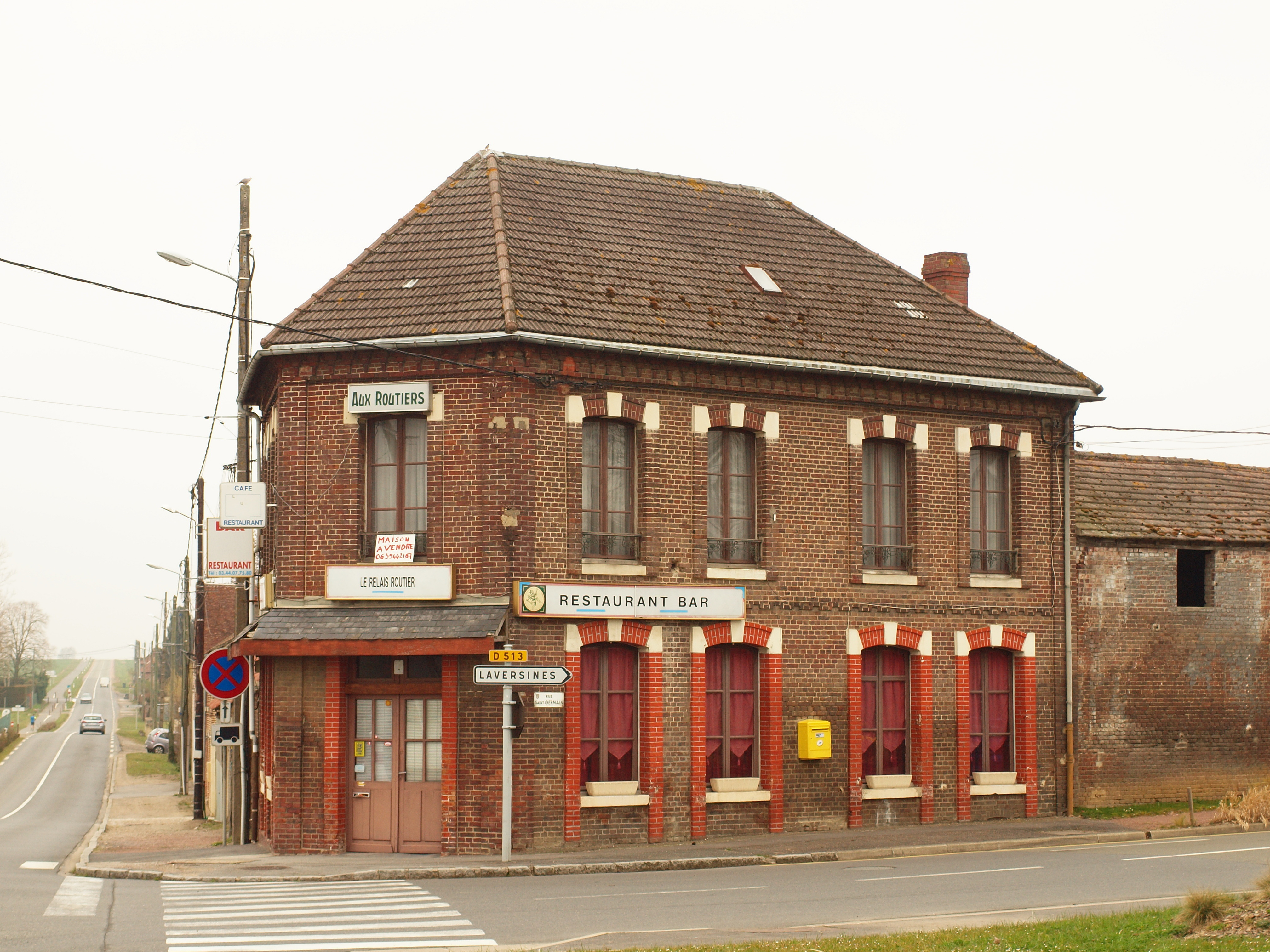
L'ancien restaurant routier, fermé en 2005.